# Лав, Стэнли Глен
Стэнли Глен Лав (англ. Stanley Glen Love; род. 8 июня 1965, Сан-Диего, Калифорния, США) — американский учёный и астронавт. Совершил один космический полёт общей продолжительностью 12 суток 18 часов 21 минута 38 секунд. Совершил два выхода в открытый космос общей продолжительностью 15 часов 23 минуты.

## Образование
- 1983 год — среднее образование в школе (англ. Winston Churchill High School) города Юджин штат Орегон.
- 1987 год — степень бакалавра наук в области физики в колледже (англ. Harvey Mudd College) в Клэрмонт штат Калифорния.
- 1989 год — степень магистра наук в области астрономии в Вашингтонском университете (англ. University of Washington) в городе Сиэтл.
- 1993 год — докторская степень по философии в Вашингтонском университете.

## Профессиональная деятельность
- С 1987 по 1989 год работал в Вашингтонском университете, где занимался преподаванием общей и планетарной астрономии.
- С 1989 по 1993 год занимался научной деятельностью в Вашингтонском университете в различных областях астрономии и космонавтики.
- С 1994 по 1995 год работал в Гавайском университете (англ. University of Hawaii), где занимался вопросами метеоритики.
- С 1995 по 1997 годах занимался научной деятельностью в Калифорнийском технологическом институте.
- В 1997 году перешёл работать в Лабораторию реактивного движения в городе Пасадина, штат Калифорния.

## Карьера в НАСА
- 4 июня 1998 года был зачислен кандидатом в астронавты НАСА 17-го набора. По окончании курса ОКП получил квалификацию специалист полёта.

### Атлантис STS-122
- С 7 февраля по 20 февраля 2008 совершил свой первый и единственный космический полёт в качестве специалиста полёта Атлантис STS-122. Стал 467-м человеком и 297-м астронавтом США в космосе. Продолжительность полёта составила 12 суток 18 часов 21 минута 38 секунд. Во время проведения полёта Стэнли совершил два выхода в открытый космос вместе с астронавтом Рексом Уолхеймом:
  - 11 февраля 2008 — астронавты принимали участие в работах по стыковке модуля Коламбус к Международной космической станции; продолжительность выхода составила 7 часов 58 минут.
  - 15 февраля 2008 — астронавты производили монтаж различного научного оборудования на модуль «Коламбус»; продолжительность выхода составила 7 часов 25 минут.